# Philip Hershkovitz
Philip Hershkovitz (12 de outubro 1909 – 15 de fevereiro de 1997) foi um mastozoólogo americano. Nasceu em Pittsburgh, e estudou nas Universidades de Pittsburgh e Michigan, e viveu na América do Sul coletando mamíferos. Em 1947, foi indicado para curador do Museu Field de História Natural, em Chicago, onde trabalhou até sua morte. Publicou muitos artigos sobre mamíferos neotropicais, principalmente primatas e roedores e descreveu quase 70 novas espécies e subespécies. Cerca de doze espécies foram nomeadas em sua homenagem.